# 日朗库尔
日朗库尔（法語：Girancourt，法語發音：[ʒiʁɑ̃kuʁ] ⓘ）是法国大東部大區孚日省的一个市镇，属于埃皮纳勒区。

## 地理
日朗库尔（48°9'49"N, 6°18'29"E）面积17.66 平方千米，位于法国大東部大區孚日省，该省份为法国东北部内陆省份，北起默兹省和默尔特-摩泽尔省，西接上马恩省，南至上索恩省和贝尔福地区省，东临上莱茵省和下莱茵省。
与日朗库尔接壤的市镇（或旧市镇、城区）包括：绍穆塞、勒诺瓦、于兹曼、多马坦欧布瓦。

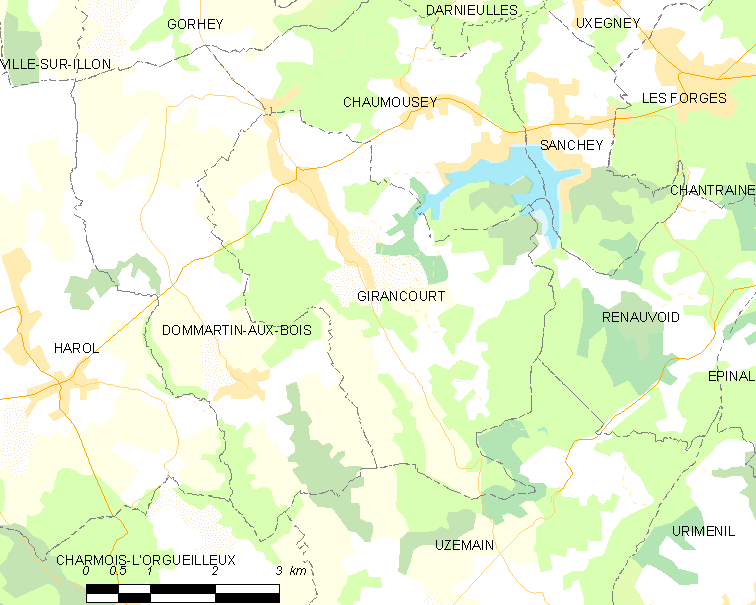
日朗库尔的OSM定位图

日朗库尔的时区为UTC+01:00、UTC+02:00（夏令时）。

## 行政
日朗库尔的邮政编码为88390，INSEE市镇编码为88201。

## 政治
日朗库尔所属的省级选区为达尔内县。

## 人口

1962-2008年间日朗库尔人口变化图示

日朗库尔于2022年1月1日时的人口数量为873人。